# الدوري المالطي الممتاز 2003–04
الدوري المالطي الممتاز 2003–04 (بالإنجليزية: 2003–04 Maltese Premier League)‏ هو موسم من الدوري المالطي الممتاز. فاز فيه سلايما واندريرز.